# Finanzierungsbestätigung
Eine Finanzierungsbestätigung ist eine Erklärung eines Kreditinstitutes, die Finanzierung eines Investitionsvorhabens durchführen zu wollen. Sie kann unwiderruflich sein oder unter Bedingungen z. B. dem banküblichen Vorbehalt erfolgen.

## Verwendung
In vielen Fällen legen potentielle Verkäufer oder Geschäftspartner Wert darauf, sicherzustellen, dass der Käufer auch über die Bonität verfügt, nach einem Kauf die Finanzierung sicherzustellen. Eine Verhandlung mit einem Geschäftspartner, bei dem später keine Finanzierung zustande kommt, bedeutet vergeblichen Aufwand.
Daher wird teilweise ab einer bestimmten Phase der Vertragsverhandlungen oder zum Zeitpunkt des Abschlusses des Vertrages eine Finanzierungsbestätigung gefordert, mit der der Käufer seine Finanzierungsmöglichkeit belegt.
In der Finanzierungsbestätigung bestätigt die Bank, dass sie den Kreditantrag geprüft hat und grundsätzlich zu einer Kreditvergabe bereit ist. Allerdings kann diese Bereitschaft bestimmten Vorbehalten unterliegen, so z. B. der Vorlage von Unterlagen, dem Ergebnis von Prüfungen (z. B. Wertgutachten), der Zustimmung von Gremien der Bank oder der Genehmigungen von Behörden (z. B. Baugenehmigung).
Eine Finanzierungsbestätigung ist kein Kreditvertrag. Der Kunde ist nicht zum Abschluss eines Kreditvertrages verpflichtet. Auch die Bank ist für den Fall der Nichterfüllung der genannten Bedingungen frei darin, einen Kreditvertrag abzulehnen. Sie haftet jedoch gegebenenfalls Culpa in contrahendo. Typischerweise ist die Finanzierungsbestätigung befristet und erlischt bei Fristablauf.

## Finanzierungsbestätigung bei Unternehmensübernahmen
Bei Unternehmensübernahmen ist in Deutschland in gesetzlich definierten Fällen eine Finanzierungsbestätigung durch ein Wertpapierdienstleistungsunternehmen vorzulegen. Kommt die Finanzierung dennoch nicht zustande haftet das Wertpapierdienstleistungsunternehmen gemäß § 13 WpÜG.

## Verdacht auf Geldwäsche
Die fehlende Beibringung einer Finanzierungsbestätigung stellt einen Verdachtsfall nach §11 Geldwäschegesetz dar, der bei der Zentralstelle für Finanztransaktionsuntersuchungen gemeldet werden muss.